# Джеймс Оррок

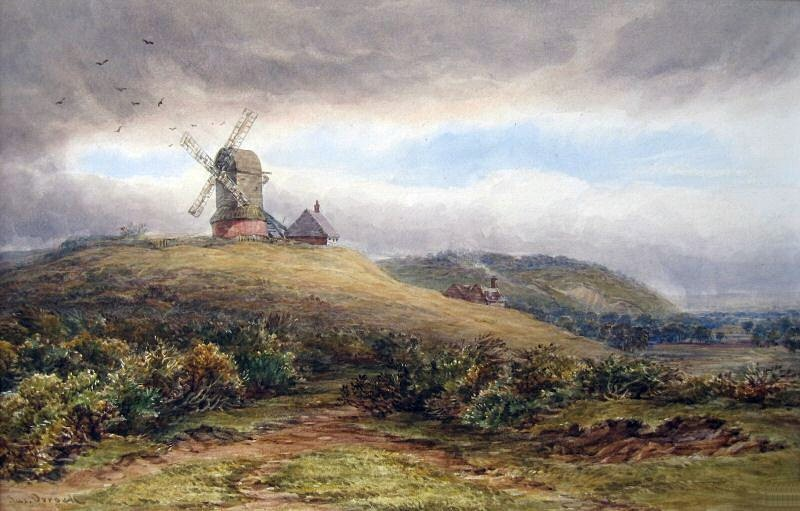
"Storm Approaching"

Джеймс Оррок RI, ROI (1829 – 10 травня 1913), був видатним шотландським колекціонером мистецтва та східної кераміки, ілюстратором і пейзажним акварелістом. Масштаб його участі в торгівлі мистецтвом і найкращих колекціонерів, таких як Джон Раскін, висвітлюється у великому двотомному наборі книг, опублікованих про нього Байроном Веббером: опубліковано в Лондоні, Chatto and Windus 1903: James Orrock RI, Painter, Connoisseur, Колектор. Замість того, щоб бути фальсифікатором, як вважають деякі сучасні вчені, Оррок був відданим ентузіастом сучасного британського мистецтва та наслідував деяких із цих художників у своїх роботах. Він проілюстрував три книги в стилі Тернера: Марія, королева Шотландії, 1906; Стара Англія: її історія відображена в її сценах, 1908; і «На кордоні», 1906.   

## Життєпис
Джеймс був сином Джеймса Оррока, хірурга, стоматолога та аптекаря з Единбурга, який проживав на вулиці Елм-Роу, 17, на вершині Лейт-Вок. [1] Коли Джеймс був ще дитиною, його родина переїхала до будинку на 2 York Place. [2]
Він отримав освіту в галузі медицини, хірургії та стоматології в Единбурзькому університеті, після чого працював стоматологом у Ноттінгемі . Оррок вивчав живопис під керівництвом Джеймса Фергюсона, Вільяма Л. Лейча та Джона Берджесса, пізніше вступив до Ноттінгемської школи дизайну, де його викладав Томас Стюарт Сміт .
У 1866 році він оселився в Лондоні, а в 1871 році став співробітником Королівського інституту акварельних художників, брав участь у виставках у Королівській шотландській академії та Королівській академії . На його пізній стиль сильно вплинув Девід Кокс, його картини сьогодні виставлені в різних музеях і галереях, включаючи Музей Вікторії та Альберта . 
Яскравий прихильник Дж. М. В. Тернера та британського мистецтва загалом (володів кількома найважливішими роботами Дж. М. В. Тернера), він також був пристрасним колекціонером меблів у стилі Адама, прикрашених Анжелікою Кауфман. Художник-пейзажист і аквареліст, тепер вважається, що він реставрував, змінював і вдосконалював роботи інших художників у своїй колекції. Оррок створив у своєму будинку кімнати в стилі мистецтва, які відкрив для широкої публіки. 
Двічі раніше купуючи меблі та картини з особистої колекції Оррока , після смерті Оррока лорд Леверхалм придбав більшу частину його колекції мистецтва та близько тисячі власних картин. Частина цієї колекції була використана для створення художньої галереї Леді Левер у Порт-Санлайті .      
Сьогодні Оррок відомий також тим, що замовив багато копій робіт Джона Констебля. [1] [2] Одна з його асоціацій із картиною Констебля «Морський пляж Брайтон» була представлена в програмі BBC One *Fake or Fortune?* у січні 2014 року. [3] Томас Гріффіт, друг художника Джозефа Меллорда Вільяма Тернера, а також його агент і дилер, був одним із виконавців його майна. Тернер подарував Гріффіту одну зі своїх великих ранніх морських картин — «Корабельна аварія, порятунок» (розміри 161 х 222 см), ймовірно, це була та сама картина, яку вони обговорювали в 1844 році, коли вона потребувала очищення та реставрації. Ця морська картина стала однією з перших у монументальній серії морських сцен Тернера, створених близько 1801–1802 років, коли художнику було всього 26 років. Цей цикл став дуже популярним. Картина «Shipwreck, the Rescue» пізніше потрапила до сера Дж. Сі Робінсона, фотографа та геодезиста королеви Вікторії, а потім перейшла до Джеймса Оррока, есквайра.

## Сім'я
Його брат, Гектор Хітлі Оррок (1831-1862), був архітектором, проте працював у цій сфері недовго. Він брав участь у проектуванні залізничних станцій разом із сером Томасом Баучем. [1]